# Messala (cràter)

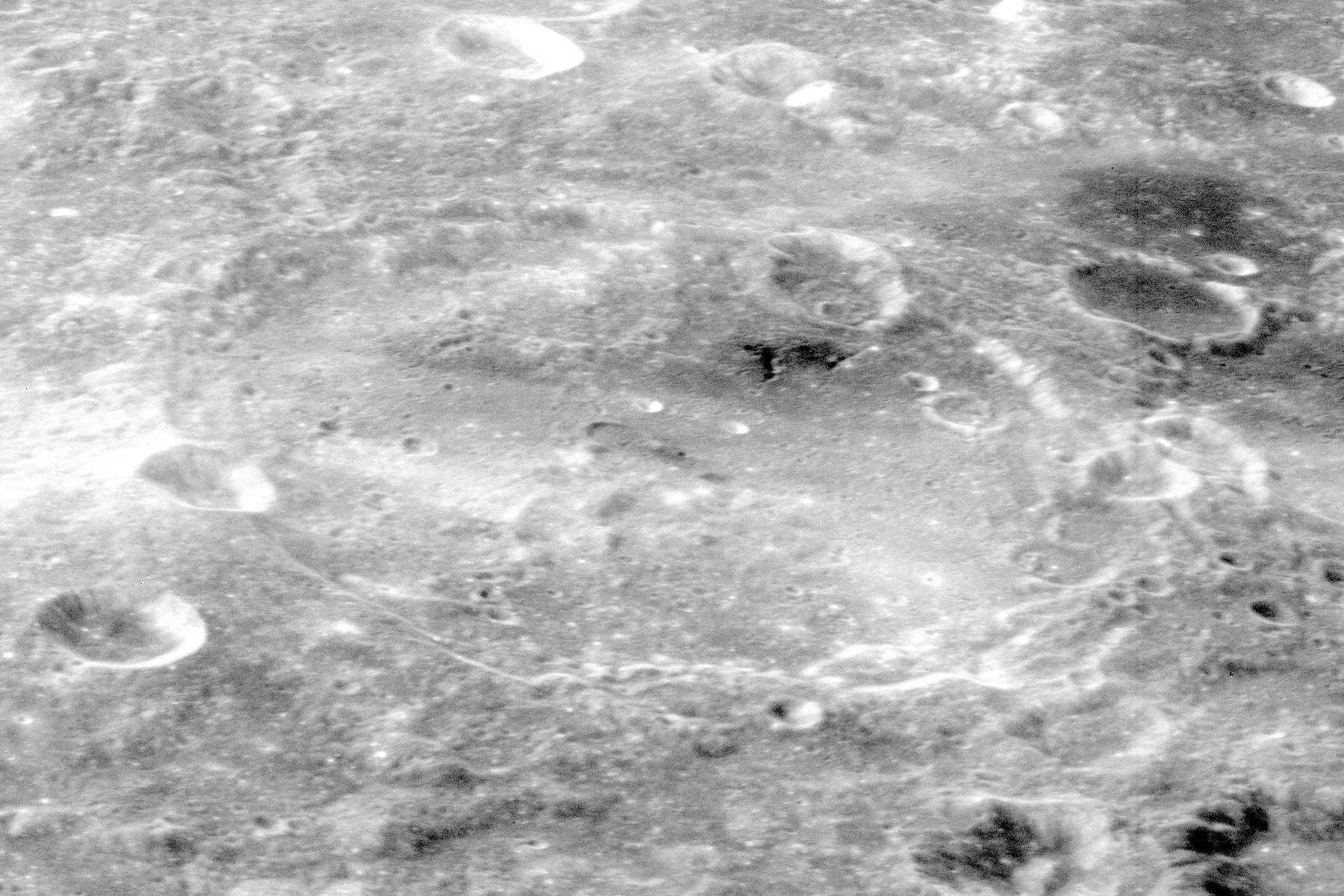
Fotografia de la missió Apol·lo 16

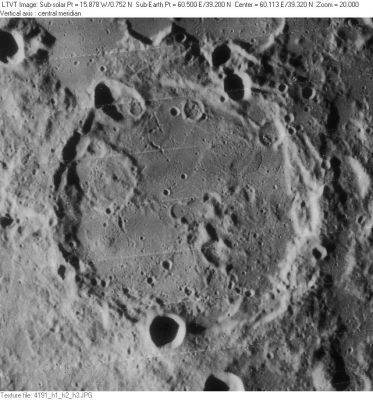
Fotografia de la missió Lunar Orbiter 4

Messala és un cràter d'impacte lunar prou gran com per pertànyer a la categoria de plana emmurallada. Es troba a la part nord-est de la Lluna, prou a prop de la vora visible com per aparèixer en escorç. Quasi connectat amb la seua vora nord es troba el cràter Schumacher. Al sud-oest apareix el prominent cràter Geminus, i al sud se situa Bernoulli, més menut.
La vora exterior d'aquesta formació ha sofert un procés significatiu d'erosió per impactes menors, però gran part de la paret externa conserva la forma original i un cert grau de aterrassament. La vora s'interromp per cràters més menuts als costats sud, nord i nord-oest, anomenats Messala B, J i K, respectivament. Messala J té una estreta obertura a la vora oriental que es perllonga al llarg d'un diàmetre dins el cràter principal cap a l'est, i està unit a un cràter lleument més gran que travessa la vora sud de Schumacher.
El sòl interior és relativament pla, però conté irregularitats a la superfície en alguns indrets. Conté uns petits cràters, poc més que vores baixes i suaus depressions a la superfície. El més notable d'aquests és un cràter palimpsest a la paret interna occidental.
El cràter porta el nom de Masha'allah ibn Athari (c. 740 - d. 815 ae), un astròleg i astrònom persa.

## Cràters satèl·lit
Per convenció aquests elements s'identifiquen en els mapes lunars col·locant la lletra al costat del punt mitjà del cràter que és més proper a Messala.
|         | \| Messala \| Coordenades \| Diàmetre \| \| ------- \| ------------------------------------ \| -------- \| \| A \| 36° 36′ N, 53° 48′ E / 36.6°N,53.8°E \| 26 km \| \| B \| 37° 24′ N, 59° 54′ E / 37.4°N,59.9°E \| 18 km \| \| C \| 40° 54′ N, 65° 48′ E / 40.9°N,65.8°E \| 12 km \| \| D \| 40° 30′ N, 67° 48′ E / 40.5°N,67.8°E \| 28 km \| \| \| 40° 00′ N, 64° 54′ E / 40.0°N,64.9°E \| 40 km \| \| F \| 38° 54′ N, 64° 24′ E / 38.9°N,64.4°E \| 32 km \| \| G \| 39° 06′ N, 68° 36′ E / 39.1°N,68.6°E \| 29 km \| \| J \| 41° 06′ N, 61° 12′ E / 41.1°N,61.2°E \| 15 km \| \| K \| 41° 06′ N, 58° 30′ E / 41.1°N,58.5°E \| 13 km \| |          |
| Messala | Coordenades | Diàmetre |
| A       | 36° 36′ N, 53° 48′ E / 36.6°N,53.8°E | 26 km    |
| B       | 37° 24′ N, 59° 54′ E / 37.4°N,59.9°E | 18 km    |
| C       | 40° 54′ N, 65° 48′ E / 40.9°N,65.8°E | 12 km    |
| D       | 40° 30′ N, 67° 48′ E / 40.5°N,67.8°E | 28 km    |
|         | 40° 00′ N, 64° 54′ E / 40.0°N,64.9°E | 40 km    |
| F       | 38° 54′ N, 64° 24′ E / 38.9°N,64.4°E | 32 km    |
| G       | 39° 06′ N, 68° 36′ E / 39.1°N,68.6°E | 29 km    |
| J       | 41° 06′ N, 61° 12′ E / 41.1°N,61.2°E | 15 km    |
| K       | 41° 06′ N, 58° 30′ E / 41.1°N,58.5°E | 13 km    |